# Richard Le Gallienne
Richard Le Gallienne, född 20 januari 1866 i Liverpool, död 15 september 1947, var en brittisk författare och journalist.
Le Galliennes tidiga diktsamlingar, som My ladies' sonnets (1887) och English poems (1892) stod under inflytande från Oscar Wilde och den dekadenta 1890-talspoesin, som han senare tog avstånd från, bland annat i Robert Louis Stevenson, an elegy and other poems (1895). Hans bästa arbeten är prosaskisser och kritiska essayer, som samlingarna The book bills of Narcissus (1889), Prose fancies (1894-96), George Meredith, some characteristics (1889, 5:e upplagan 1900) och The romantic 90's (1926).